# Floriano
Floriano là một đô thị thuộc bang Piauí, Brasil. Đô thị này có diện tích 3409,664 km², dân số năm 2007 là 56011 người, mật độ 16,43 người/km².